# Sam Belkin
Samuel "Sam" Stephen Belkin (ur. 18 kwietnia 1988) – nowozelandzki zapaśnik walczący w obu stylach. Brązowy medalista Igrzysk Wspólnoty Narodów w 2014 i piąty w 2010 i 2018. Siedmiokrotny medalista mistrzostw Oceanii w latach 2010 - 2017. Mistrz Oceanii w zapasach plażowych w 2012 roku.